# Pilar (rugby)

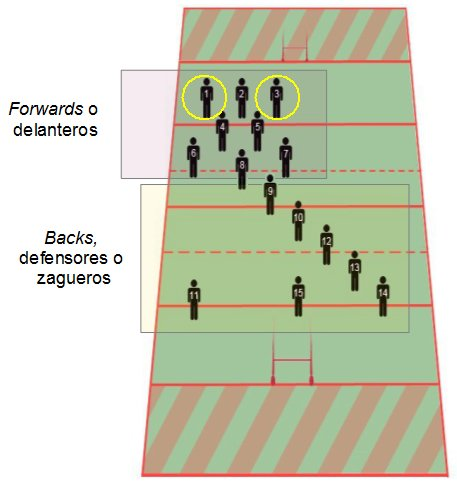
El pilar es un delantero o forward que se ubica a los lados de la primera línea del scrum, habitualmente con el número 1 y 3.

Pilar es la denominación que recibe una posición en un equipo de rugby union (15 jugadores). Cada equipo tiene dos pilares, que integran el grupo de delanteros o forwards, ubicándose cada uno en ambos extremos de la primera línea del scrum o melé, sosteniendo al hooker. Habitualmente son los jugadores que llevan los números 1 y 3. En inglés se denomina prop y en francés se denomina pilier.

## Características
En el scrum los pilares son los encargados de empujar contra los pilares contrarios facilitando el trabajo del hooker. Su fuerza de empuje es decisiva para ganar la posesión del balón en estas fases. La exigencia física de esta posición hace que tan solo aquellos jugadores designados específicamente para jugar en este puesto antes del partido puedan ocupar esta posición. Los pilares son generalmente los jugadores más pesados del equipo y con el centro de gravedad más bajo.
En ataque, al igual que otros jugadores de la delantera, el movimiento habitual de un pilar es correr de frente contra la defensa contraria intentando romperla a base de fuerza y tratando de reunir varios jugadores contrarios sobre él, generando superioridad para su equipo en otras zonas del campo. También pueden levantar a sus compañeros en los saques de lateral (touch). Son especialmente importantes en las fases de juego muy cerca de la línea try o ensayo rival.

## Pilares destacados
- Os du Randt  Sudáfrica
- Jason Leonard  Inglaterra
- Tony Woodcock  Nueva Zelanda
- Rodrigo Roncero  Argentina
- Graham Price
- Wilson Whineray  Nueva Zelanda
- Armand Vaquerin  Francia
- Richard Loe  Nueva Zelanda
- Gethin Jenkins
- Syd Millar  Irlanda
- Steve McDowall  Nueva Zelanda
- Omar Hasan  Argentina
- Martín Alejandro Scelzo  Argentina
- Martín Castrogiovanni  Italia
- Tendai Mtawarira  Sudáfrica
- Serafín Dengra  Argentina
- Andrea Lo Cicero  Italia
- Matías Corral  Argentina
- Alejo Corral  Uruguay
- Carl Hayman  Nueva Zelanda
- Patricio Noriega  Australia  Argentina
- Jannie Du Plessis  Sudáfrica
- Adam Rhys Jones  Gales
- Steven Kitshoff  Sudáfrica
- Frans Malherbe  Sudáfrica